# Birgitta Leufstadius
Birgitta Leufstadius, född 26 april 1944, är en svensk journalist och författare. Som journalist var hon bland annat resereporter för Expressen och Göteborgs-Posten. På senare år var hon chefredaktör och ansvarig utgivare på Dövas Tidning, fram till pensionen 2009. Böcker hon har författat handlar bl.a. om Västergötland och Siljanområdet. Hon har även skrivit en bok om Jack Uppskärarens svenska offer Elizabeth Stride – Jack the Rippers tredje offer, utgiven 1994.